# Coupe COSAFA 2001
Navigation
Édition précédente Édition suivante
La Coupe COSAFA 2001 est la cinquième édition de cette compétition organisée par la COSAFA. Elle est remportée par l'Angola.

## Tour de qualification
| Swaziland | 0 - 0 2 - 1 tab | Zambie |

| Botswana | 0 - 1 | Malawi |

| Maurice | 1 - 0 | Namibie |

| Mozambique | 0 - 3 | Afrique du Sud |

La Zambie est qualifiée en tant que meilleur perdant.

## Phase finale
|  | Quarts de finale           | Quarts de finale      | Quarts de finale        | Quarts de finale      |        |        | Demi-finales          | Demi-finales          | Demi-finales          | Demi-finales          |  |  | Finale                                       | Finale                                       | Finale                                       | Finale                                       |
|  |                            |                       |                         |                       |        |        |                       |                       |                       |                       |  |  |                                              |                                              |                                              |                                              |
|  | 24 juin 2001 à Maseru      | 24 juin 2001 à Maseru | 24 juin 2001 à Maseru   | 24 juin 2001 à Maseru |        |        | 18 août 2001 à Lusaka | 18 août 2001 à Lusaka | 18 août 2001 à Lusaka | 18 août 2001 à Lusaka |  |  | 16 et 30 septembre 2001 à Luanda puis Harare | 16 et 30 septembre 2001 à Luanda puis Harare | 16 et 30 septembre 2001 à Luanda puis Harare | 16 et 30 septembre 2001 à Luanda puis Harare |
|  | 24 juin 2001 à Maseru      | 24 juin 2001 à Maseru | 24 juin 2001 à Maseru   | 24 juin 2001 à Maseru |        |        | 18 août 2001 à Lusaka | 18 août 2001 à Lusaka | 18 août 2001 à Lusaka | 18 août 2001 à Lusaka |  |  | 16 et 30 septembre 2001 à Luanda puis Harare | 16 et 30 septembre 2001 à Luanda puis Harare | 16 et 30 septembre 2001 à Luanda puis Harare | 16 et 30 septembre 2001 à Luanda puis Harare |
|  | Lesotho                    | Lesotho               | 1                       | 1                     |        |        | 18 août 2001 à Lusaka | 18 août 2001 à Lusaka | 18 août 2001 à Lusaka | 18 août 2001 à Lusaka |  |  | 16 et 30 septembre 2001 à Luanda puis Harare | 16 et 30 septembre 2001 à Luanda puis Harare | 16 et 30 septembre 2001 à Luanda puis Harare | 16 et 30 septembre 2001 à Luanda puis Harare |
|  | Lesotho                    | Lesotho               | 1                       | 1                     |        |        | 18 août 2001 à Lusaka | 18 août 2001 à Lusaka | 18 août 2001 à Lusaka | 18 août 2001 à Lusaka |  |  | 16 et 30 septembre 2001 à Luanda puis Harare | 16 et 30 septembre 2001 à Luanda puis Harare | 16 et 30 septembre 2001 à Luanda puis Harare | 16 et 30 septembre 2001 à Luanda puis Harare |
|  | Zambie                     | Zambie                | 2                       | 2                     |        |        | 18 août 2001 à Lusaka | 18 août 2001 à Lusaka | 18 août 2001 à Lusaka | 18 août 2001 à Lusaka |  |  | 16 et 30 septembre 2001 à Luanda puis Harare | 16 et 30 septembre 2001 à Luanda puis Harare | 16 et 30 septembre 2001 à Luanda puis Harare | 16 et 30 septembre 2001 à Luanda puis Harare |
|  | Zambie                     | Zambie                | 2                       | 2                     | Zambie | Zambie | 1                     | 2                     |                       |                       |  |  | 16 et 30 septembre 2001 à Luanda puis Harare | 16 et 30 septembre 2001 à Luanda puis Harare | 16 et 30 septembre 2001 à Luanda puis Harare | 16 et 30 septembre 2001 à Luanda puis Harare |
|  | 10 juin 2001 à Luanda      |                       |                         |                       | Zambie | Zambie | 1                     | 2                     |                       |                       |  |  | 16 et 30 septembre 2001 à Luanda puis Harare | 16 et 30 septembre 2001 à Luanda puis Harare | 16 et 30 septembre 2001 à Luanda puis Harare | 16 et 30 septembre 2001 à Luanda puis Harare |
|  |                            |                       | Angola                  | Angola                | 1      | 4      |                       |                       |                       |                       |  |  | 16 et 30 septembre 2001 à Luanda puis Harare | 16 et 30 septembre 2001 à Luanda puis Harare | 16 et 30 septembre 2001 à Luanda puis Harare | 16 et 30 septembre 2001 à Luanda puis Harare |
|  | Angola                     | Angola                | Angola                  | Angola                | 1      | 4      | 1                     | 1                     |                       |                       |  |  | 16 et 30 septembre 2001 à Luanda puis Harare | 16 et 30 septembre 2001 à Luanda puis Harare | 16 et 30 septembre 2001 à Luanda puis Harare | 16 et 30 septembre 2001 à Luanda puis Harare |
|  | Angola                     | Angola                | 25 août 2001 à Blantyre |                       |        |        | 1                     | 1                     |                       |                       |  |  | 16 et 30 septembre 2001 à Luanda puis Harare | 16 et 30 septembre 2001 à Luanda puis Harare | 16 et 30 septembre 2001 à Luanda puis Harare | 16 et 30 septembre 2001 à Luanda puis Harare |
|  | Maurice                    | Maurice               | 0                       | 0                     |        |        |                       |                       |                       |                       |  |  | 16 et 30 septembre 2001 à Luanda puis Harare | 16 et 30 septembre 2001 à Luanda puis Harare | 16 et 30 septembre 2001 à Luanda puis Harare | 16 et 30 septembre 2001 à Luanda puis Harare |
|  | Maurice                    | Maurice               | 0                       | 0                     | Angola | Angola | 0                     | 1                     |                       |                       |  |  |                                              |                                              |                                              |                                              |
|  | 21 juillet 2001 à Blantyre |                       |                         |                       | Angola | Angola | 0                     | 1                     |                       |                       |  |  |                                              |                                              |                                              |                                              |
|  |                            |                       | Zimbabwe                | Zimbabwe              | 0      | 0      |                       |                       |                       |                       |  |  |                                              |                                              |                                              |                                              |
|  | Malawi                     | Malawi                | Zimbabwe                | Zimbabwe              | 0      | 0      | 1                     | 1                     |                       |                       |  |  |                                              |                                              |                                              |                                              |
|  | Malawi                     | Malawi                |                         |                       |        |        |                       |                       |                       |                       |  |  |                                              |                                              |                                              |                                              |
|  | Afrique du Sud             | Afrique du Sud        | 0                       | 0                     |        |        |                       |                       |                       |                       |  |  |                                              |                                              |                                              |                                              |
|  | Afrique du Sud             | Afrique du Sud        | 0                       | 0                     | Malawi | Malawi | 0                     | 0                     |                       |                       |  |  |                                              |                                              |                                              |                                              |
|  | 8 juillet 2001 à Harare    |                       |                         |                       | Malawi | Malawi | 0                     | 0                     |                       |                       |  |  |                                              |                                              |                                              |                                              |
|  |                            |                       | Zimbabwe                | Zimbabwe              | 2      | 2      |                       |                       |                       |                       |  |  |                                              |                                              |                                              |                                              |
|  | Zimbabwe                   | Zimbabwe              | Zimbabwe                | Zimbabwe              | 2      | 2      | 2                     | 2                     |                       |                       |  |  |                                              |                                              |                                              |                                              |
|  | Zimbabwe                   | Zimbabwe              |                         |                       |        |        |                       | 2                     |                       |                       |  |  |                                              |                                              |                                              |                                              |
|  | Swaziland                  | Swaziland             | 1                       | 1                     |        |        |                       |                       |                       |                       |  |  |                                              |                                              |                                              |                                              |
|  | Swaziland                  | Swaziland             | 1                       | 1                     |        |        |                       |                       |                       |                       |  |  |                                              |                                              |                                              |                                              |
|  |                            |                       |                         |                       |        |        |                       |                       |                       |                       |  |  |                                              |                                              |                                              |                                              |

| Vainqueur de la Coupe COSAFA 2001: Angola Deuxième titre |